# Metacanthus multispinus
Metacanthus multispinus är en insektsart som först beskrevs av William Harris Ashmead 1887.  Metacanthus multispinus ingår i släktet Metacanthus och familjen styltskinnbaggar. Inga underarter finns listade i Catalogue of Life.